# Une corde, un colt…
Pour plus de détails, voir Fiche technique et Distribution.
Une corde, un colt… est un western franco-italien réalisé par Robert Hossein, sorti en 1969.

## Synopsis
Ben Caine est pendu par les Rogers sous les yeux de sa femme Maria, pour avoir volé la paye des cow-boys. 
Maria convainc Manuel, réfugié dans le saloon d'une ville fantôme proche, de la venger. Manuel se fait embaucher comme contremaître par la famille Rogers et enlève la fille Johanna. En échange, Maria obtient que son mari soit enterré dans le cimetière du village.

## Fiche technique
- Titre : Une corde, un colt…
- Réalisateur : Robert Hossein
- Scénario : Robert Hossein, Dario Argento et Claude Desailly
- Directeur de la photographie : Henri Persin
- Musique : André Hossein
- Pays d'origine :  France /  Italie
- Genre : western
- Durée : 90 minutes
- Lieu de tournage : Almería,  Espagne

## Distribution
- Michèle Mercier : Maria Caine
- Robert Hossein : Manuel
- Lee Burton (VF : Jean-Pierre Duclos) : Thomas Caine
- Daniele Vargas (VF : Jacques Monod) : Will Rogers
- Serge Marquand : Larry Rogers
- Anne-Marie Balin : Joanna Rogers
- Pierre Hatet : Frank Rogers
- Pierre Collet : Shérif Ben
- Béatrice Altariba : Femme du saloon
- Michel Lemoine : Eli Caine
- Ivano Staccioli (VF : Pierre Garin) : Valee
- Cris Huerta (VF : Jean Violette) : l'hôtelier
- Sergio Leone (Cameo) : le barman[2]

## Autour du film
- Dans une interview accordée à l'occasion de l'édition allemande du DVD du film, Robert Hossein certifie que malgré son nom au générique, Dario Argento n'a jamais participé à la rédaction du scénario et qu'en revanche, Sergio Leone, à qui le film est dédié, aurait lui-même réalisé la séquence de repas de la famille Rogers.